# 薩多克
47°10′27″N 33°20′14″E / 47.17417°N 33.33722°E
薩多克（烏克蘭語：Садок）是位於烏克蘭南部的村莊，由赫爾松州貝里斯拉夫區的博羅津斯凱市鎮負責管轄。該村始建於1909年，面積0.71平方公里，海拔高度70米，2001年人口484，人口密度每平方公里680.7人。